# 戈希省
戈希省（羅馬化：koshī pradesh）是尼泊爾七個省份之中位處最東的省份。該省份根據2015年9月20日生效的尼泊爾憲法成立。戈希省總面積為25,905平方公里，約佔全國17.5%。戈希省首府為比拉德訥格爾，並包括若干山峰比如珠穆朗瑪峰、干城章嘉峰、阿瑪達布拉姆峰等。戈希河是尼泊爾最大河流，沿該省西界而流。戈希省目前在國會設有28席，省議會則有56席。
戈希省北面與中國西藏自治區接壤，東面與印度錫金邦和西孟加拉邦接壤，南面與比哈爾邦接壤，西面與巴格馬蒂省和馬德什省接壤。根據2021年尼泊爾人口普查，戈希省共有約500萬人口，人口密度為每平方公里190人。根據2011年尼泊爾人口普查，戈希省有約450萬人口。